# Kateřina Kasanová
Kateřina Kasanová (* 4. ledna 1999 v Semilech) je vítězka soutěže krásy Miss Face Czech Republic (později přejmenované na Miss Czech Republic) ze 30. září 2017. V roce 2018 reprezentovala Českou republiku na Miss World 2018.[zdroj?]
K roku 2018 byla v maturitním ročníku na Obchodní akademie v Jablonci nad Nisou, obor zahraniční obchod. Žije v Semilech a v Praze bydlí v bytě vítězek od společnosti Miss Czech Republic.[zdroj?]